# Lanthionine
Pour l’article ayant un titre homophone, voir Lenthionine.
La lanthionine est un acide aminé non protéinogène de formule semi-développée HOOC–CH(NH2)–CH2–S–CH2–CH(NH2)–COOH. Comme l'analogue cystine, la lanthionine est composée de deux résidus alanine réticulés sur leur atome de carbone β par une liaison thioéther.
La lanthionine a d'abord été isolée, en 1941, par traitement de la laine avec du carbonate de sodium (Na2CO3) et a été synthétisée, pour la première fois, par réaction de la cystéine et de la β-chloroalanine. Les différents stéréoisomères de la lanthionine se retrouvent largement dans la nature et ont été isolés à partir de cheveux humains, de lactalbumine (en) et de plumes. Les lanthionines ont également été trouvées dans les parois cellulaires de bactéries et sont les composantes d'un groupe d'antibiotiques appelés lantibiotiques qui sont des peptides génétiquement codés et comprennent la nisine, la subtiline, l'épidermine (un composé anti-staphylocoque et streptocoque) et l'ancovénine (un inhibiteur d'enzyme),.

## Préparation
Une large gamme de synthèses des lanthionines a été publiée notamment une désulfurisation à partir de la cystéine, une ouverture de cycle de la sérine β-lactone et l'addition hétéro-conjuguée de la cystéine sur la déshydroalanine. La méthode par désulfurisation est cependant la seule voie vers une lanthionine qui ait été employée pour la synthèse totale d'un lantibiotique.